# کراسنوریاژسکی
کراسنوریاژسکی (به لاتین: Krasnoryazhsky) یک منطقهٔ مسکونی در روسیه است که در سرزمین آلتای واقع شده‌است.